# パスカル・パオリ (フェリー)

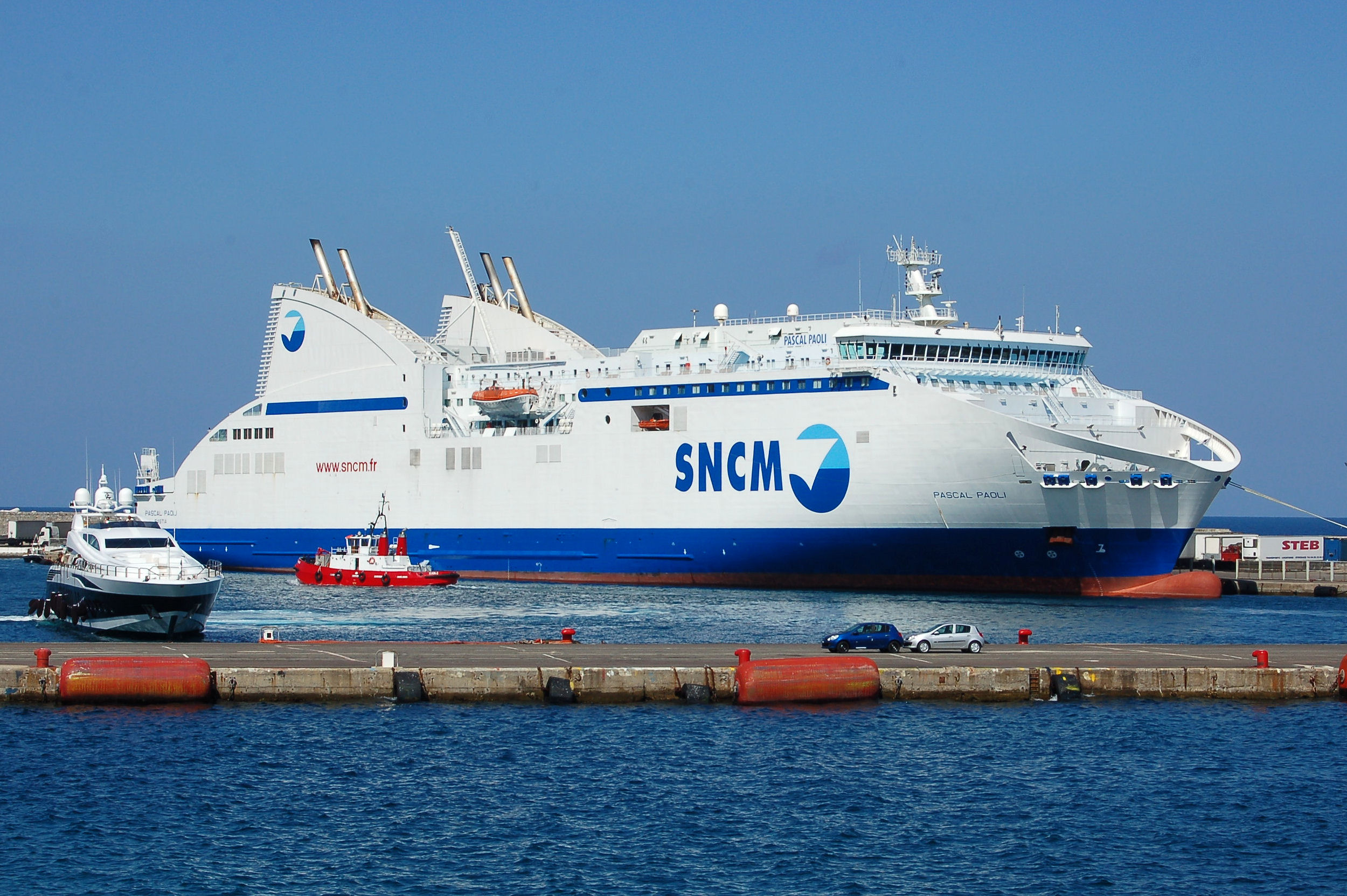
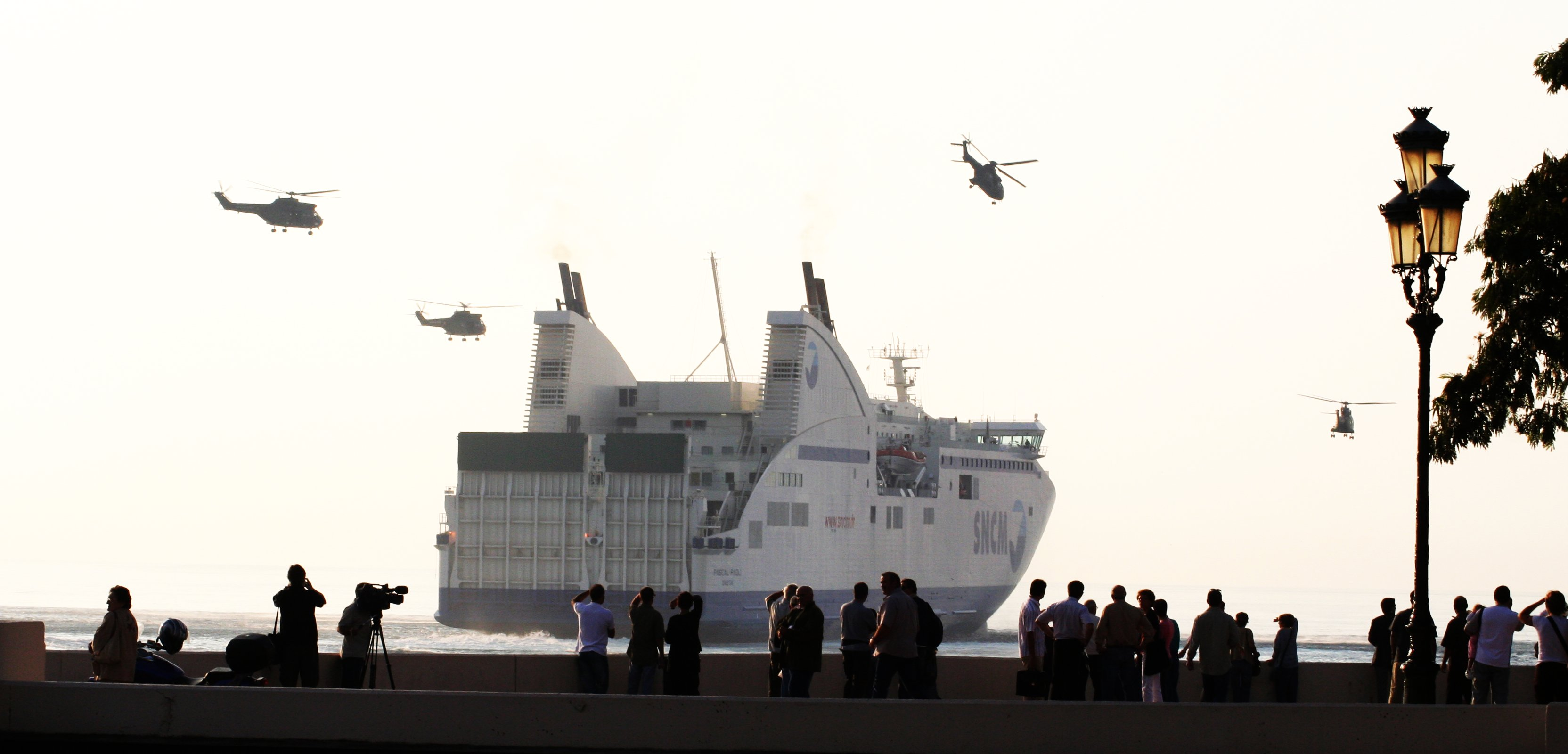
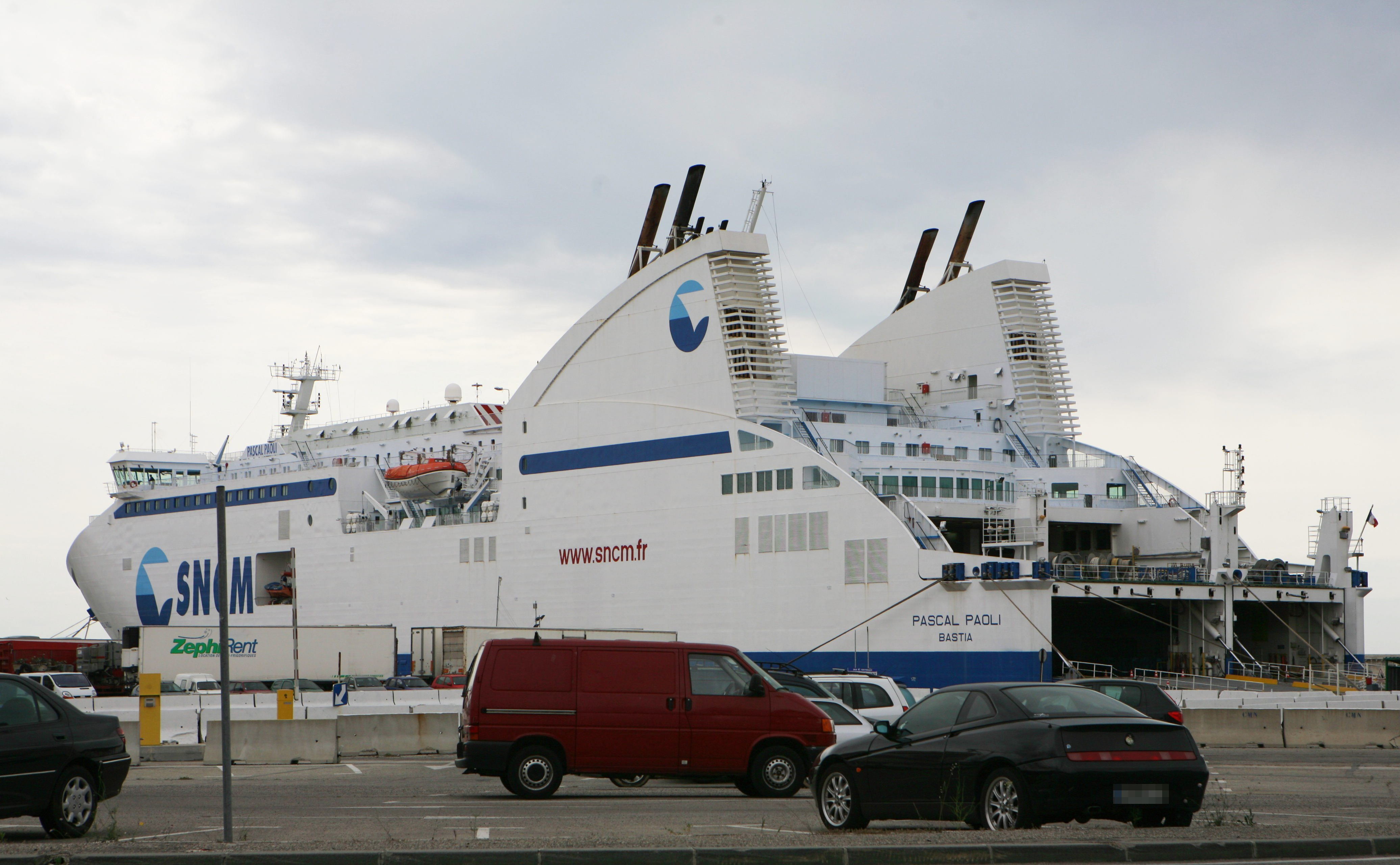
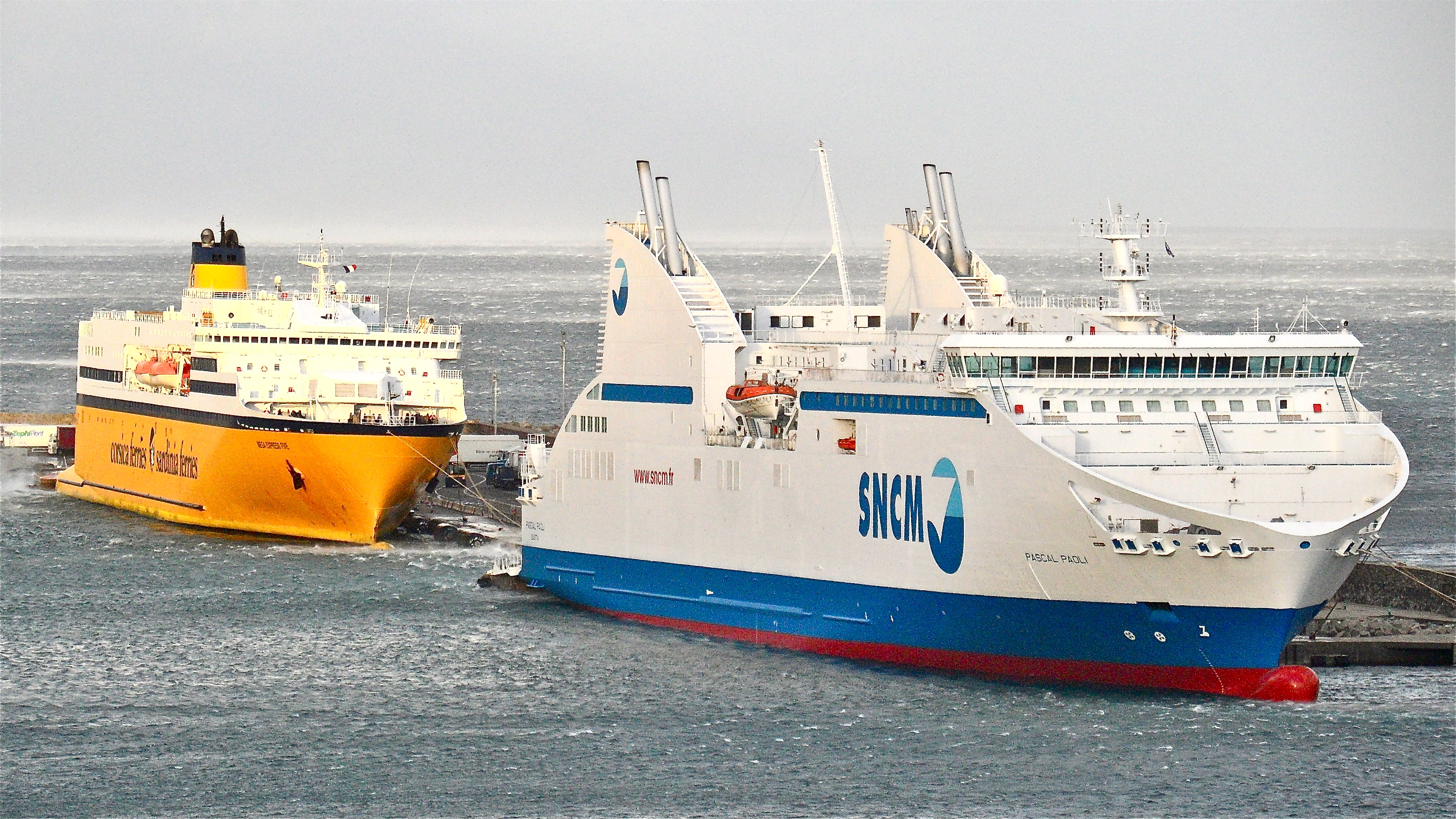

パスカル・パオリ（Pascal Paoli）は、フランスの海運会社SNCMが建造し、現在はコルシカ・リネアが所有・運航しているフェリー。

## ギャラリー

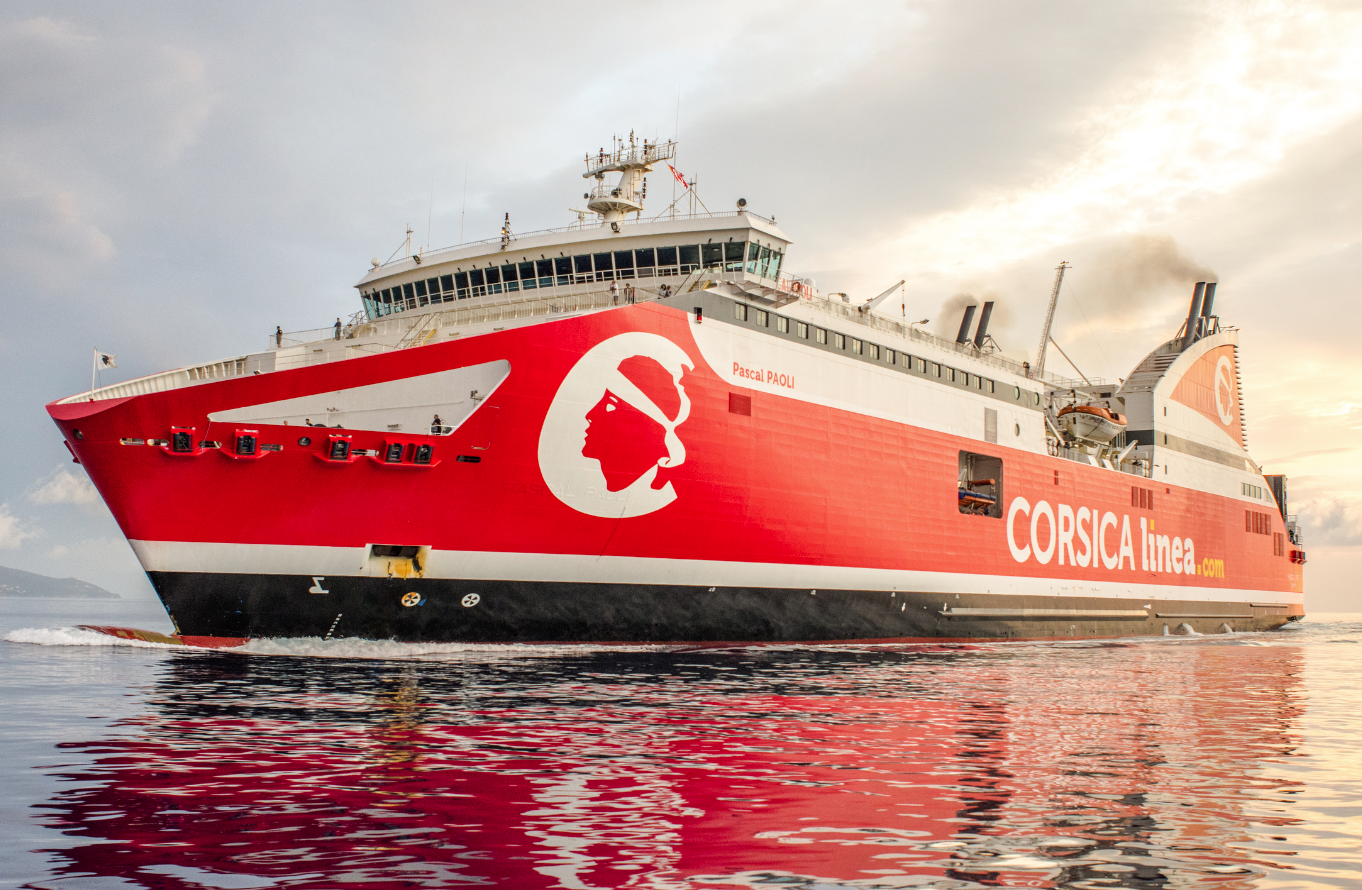
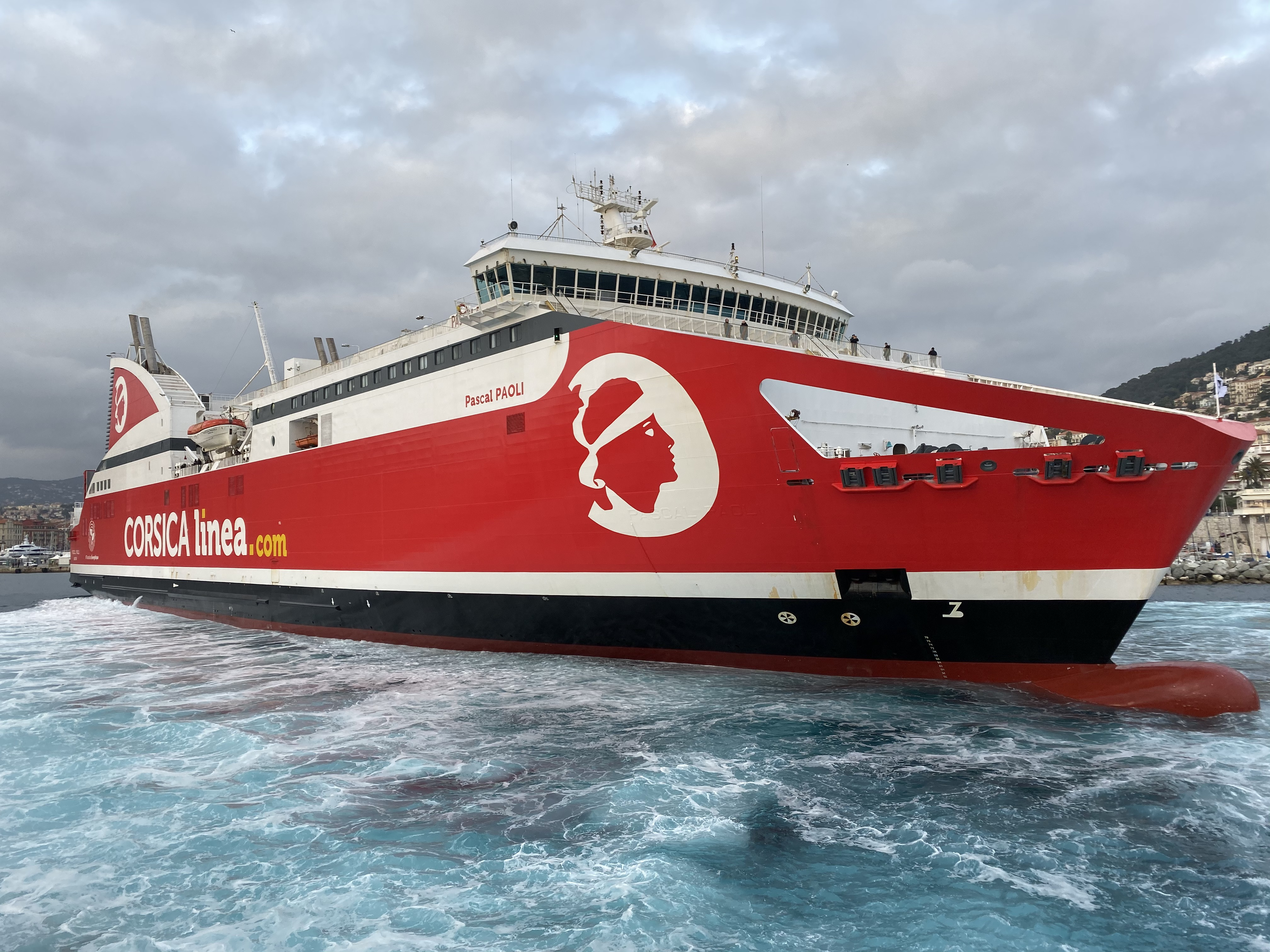
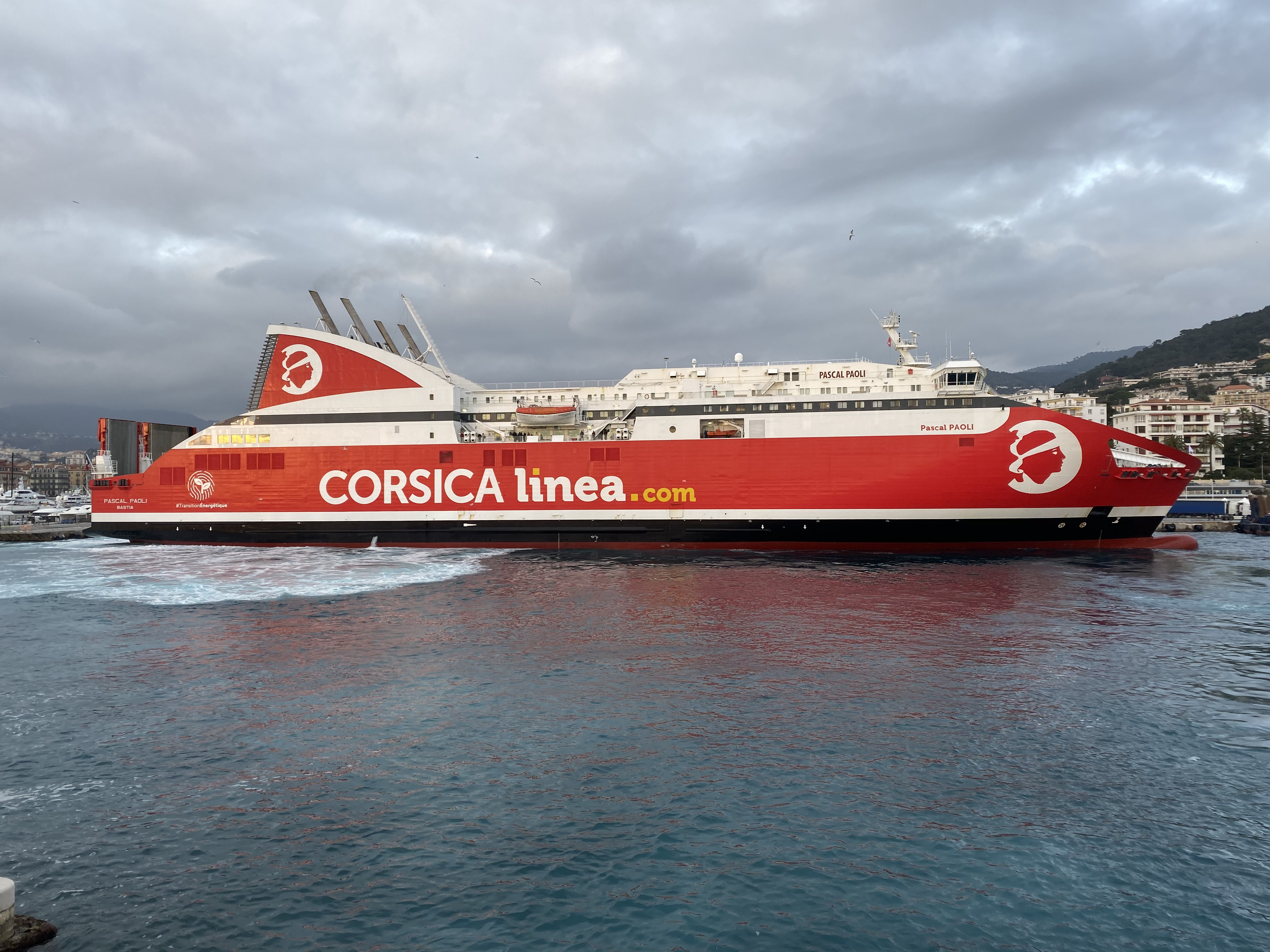
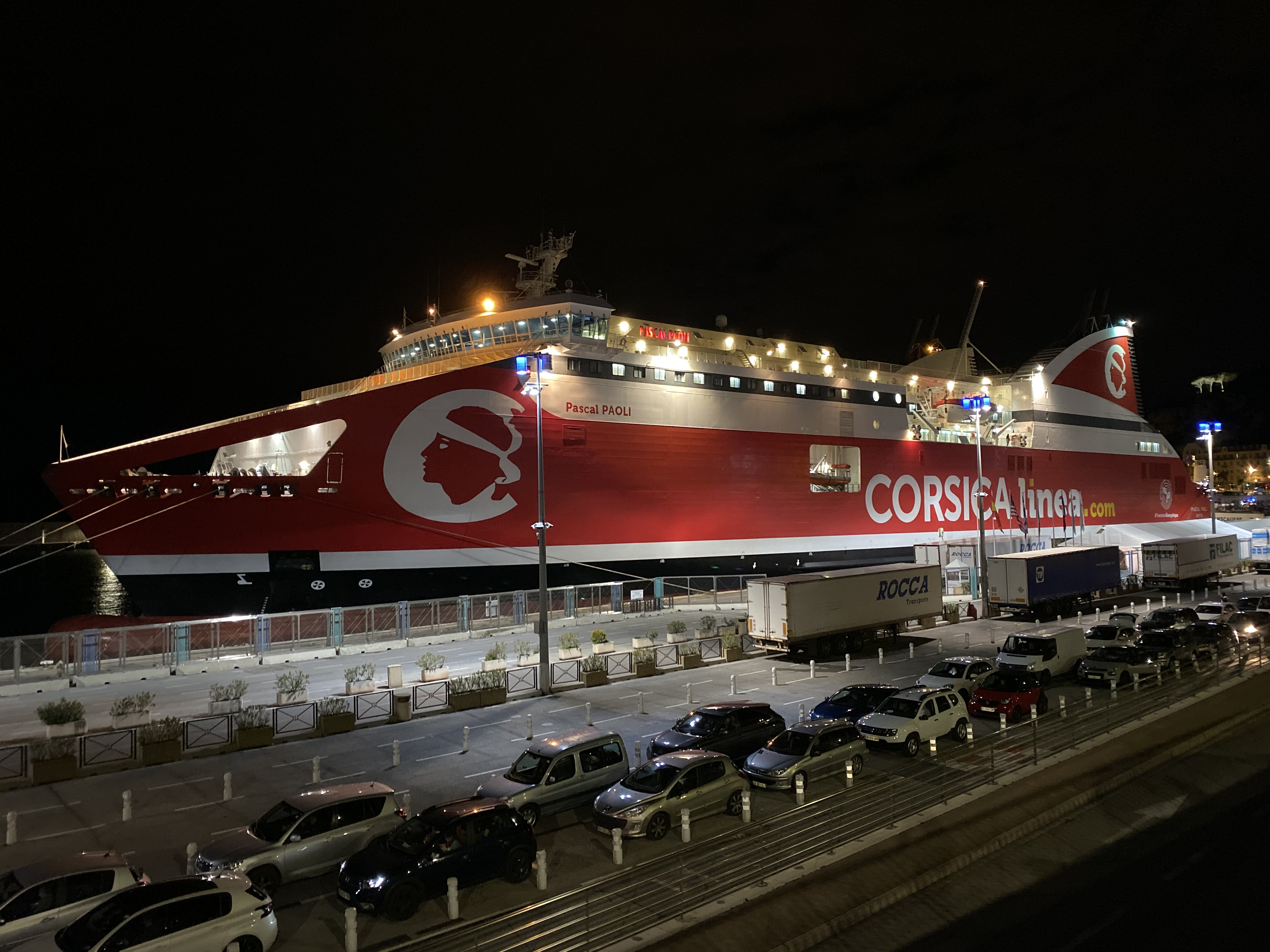

## 船歴
本船は2002年にオランダ南ホラント州クリンペン・アーン・デン・エイセルの造船所ヴァン・デル・ギーセン・ド・ノールト（Van der Giessen de Noord）で建造された。2003年5月からSNCMがマルセイユとコルシカ島の間で運航。2005年9月27日に、SNCMの民営化に抗議している船員組合に乗っ取られが、国家憲兵隊治安介入部隊の介入により回復された。SNCMの破産後、2016年にコルシカ・リネアに売却された。

## 船名
本船はコルシカ独立戦争及びコルシカ民族主義の指導者で、政治家、軍人のパスカル・パオリにちなんで名付けられた。

## 船内
8デッキ
- 個室（4名×143室・2名×28室）

7デッキ

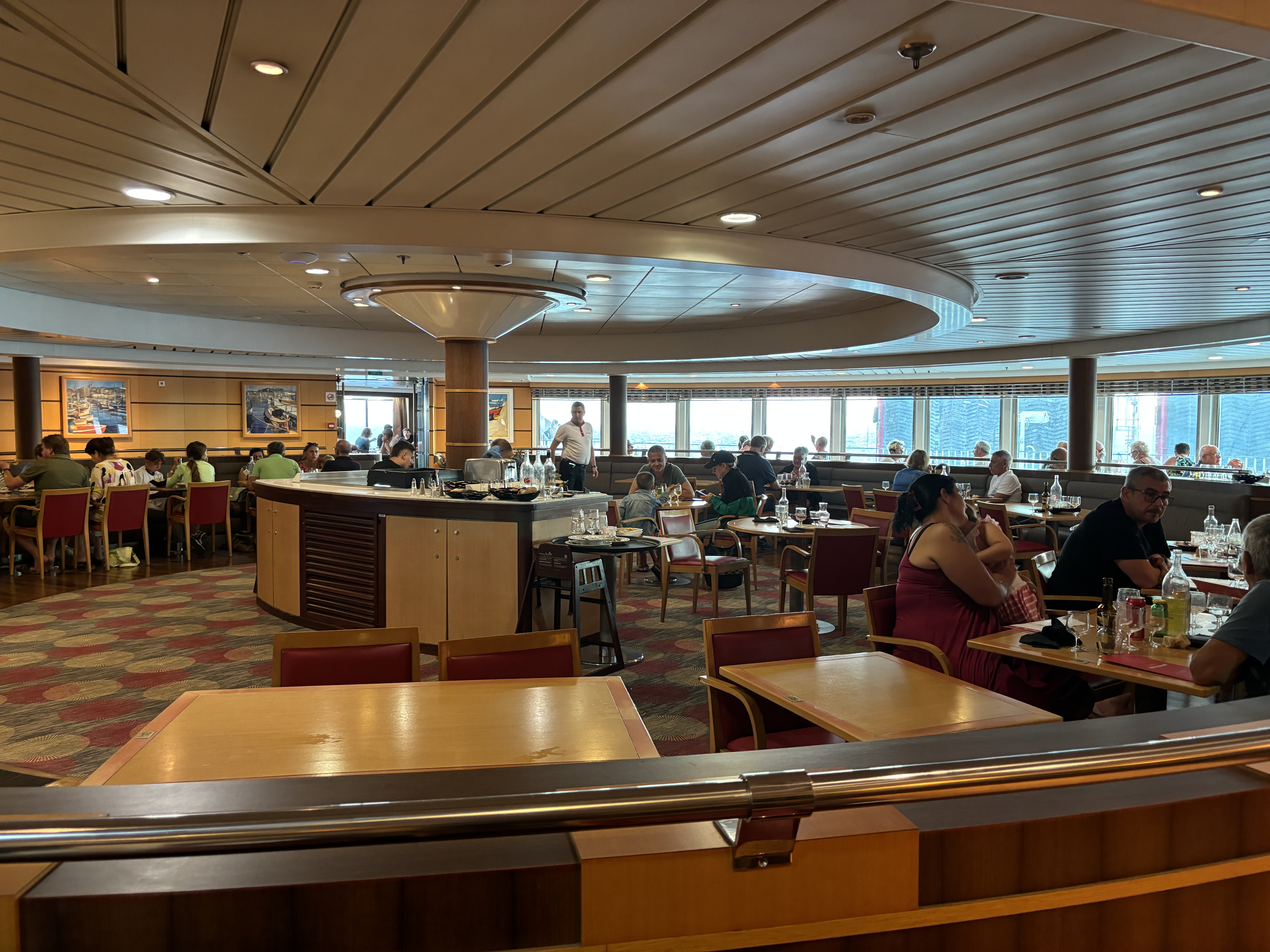
レストラン
- カフェバー
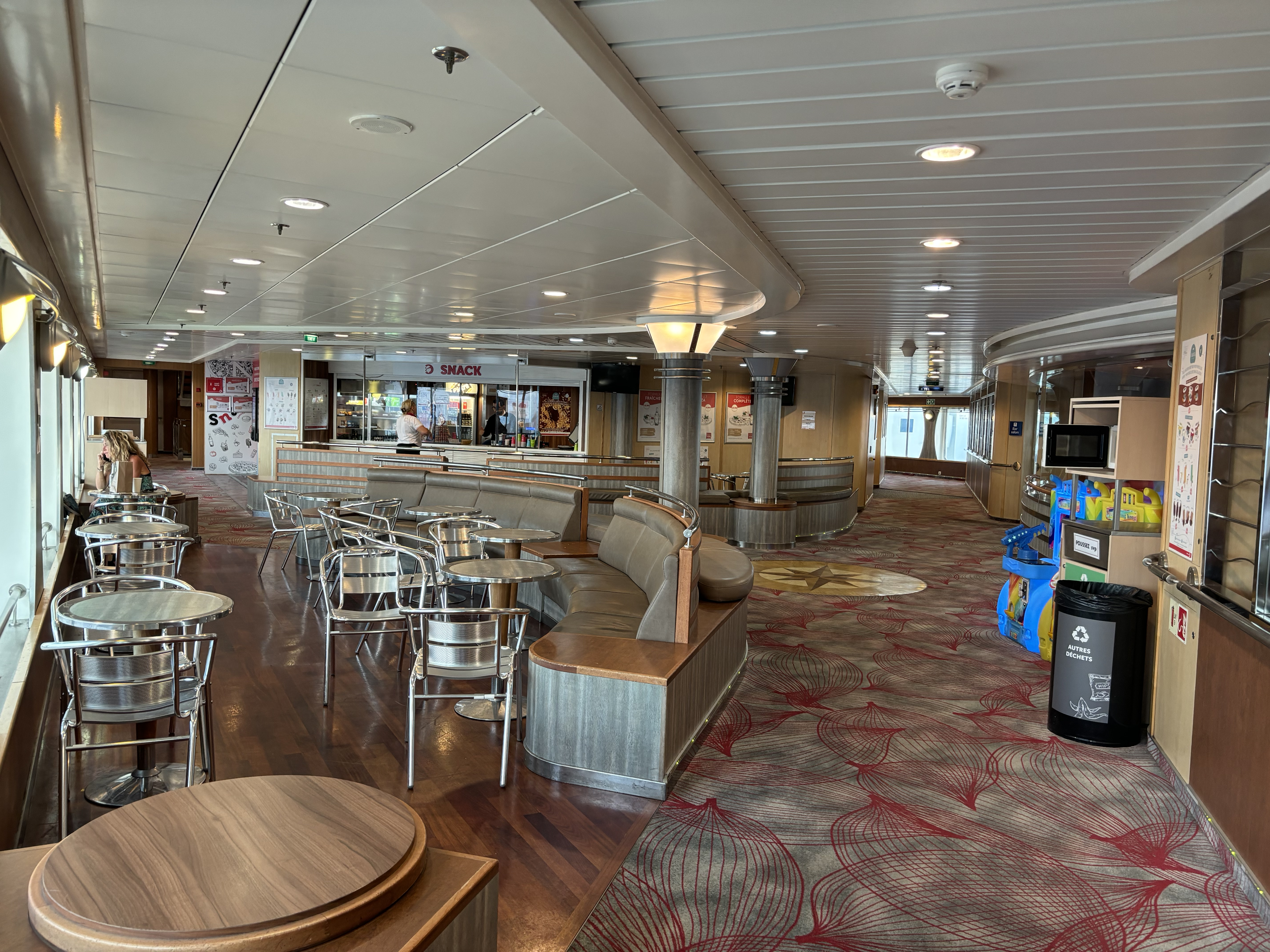
スナックバー
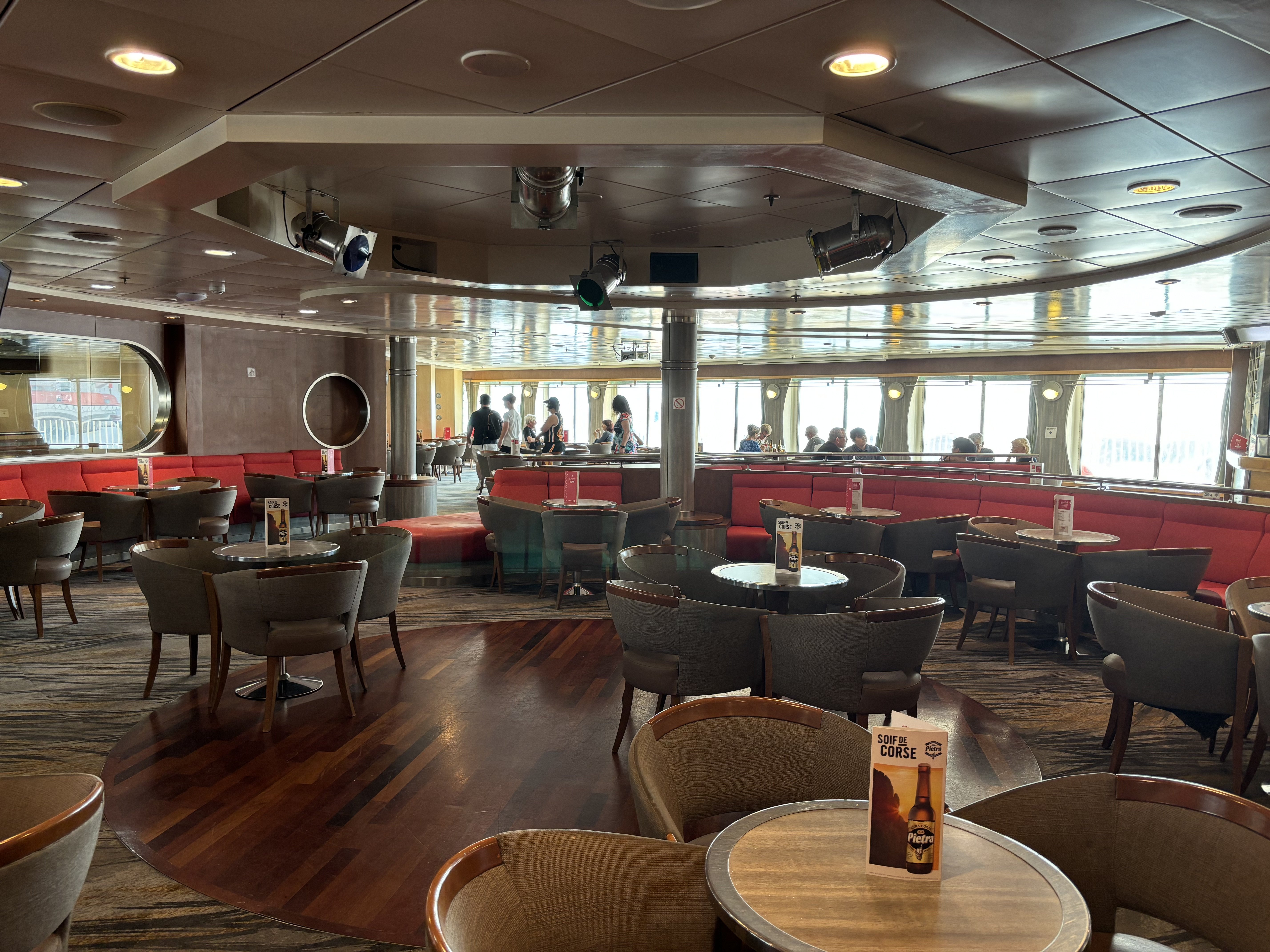
カフェバー
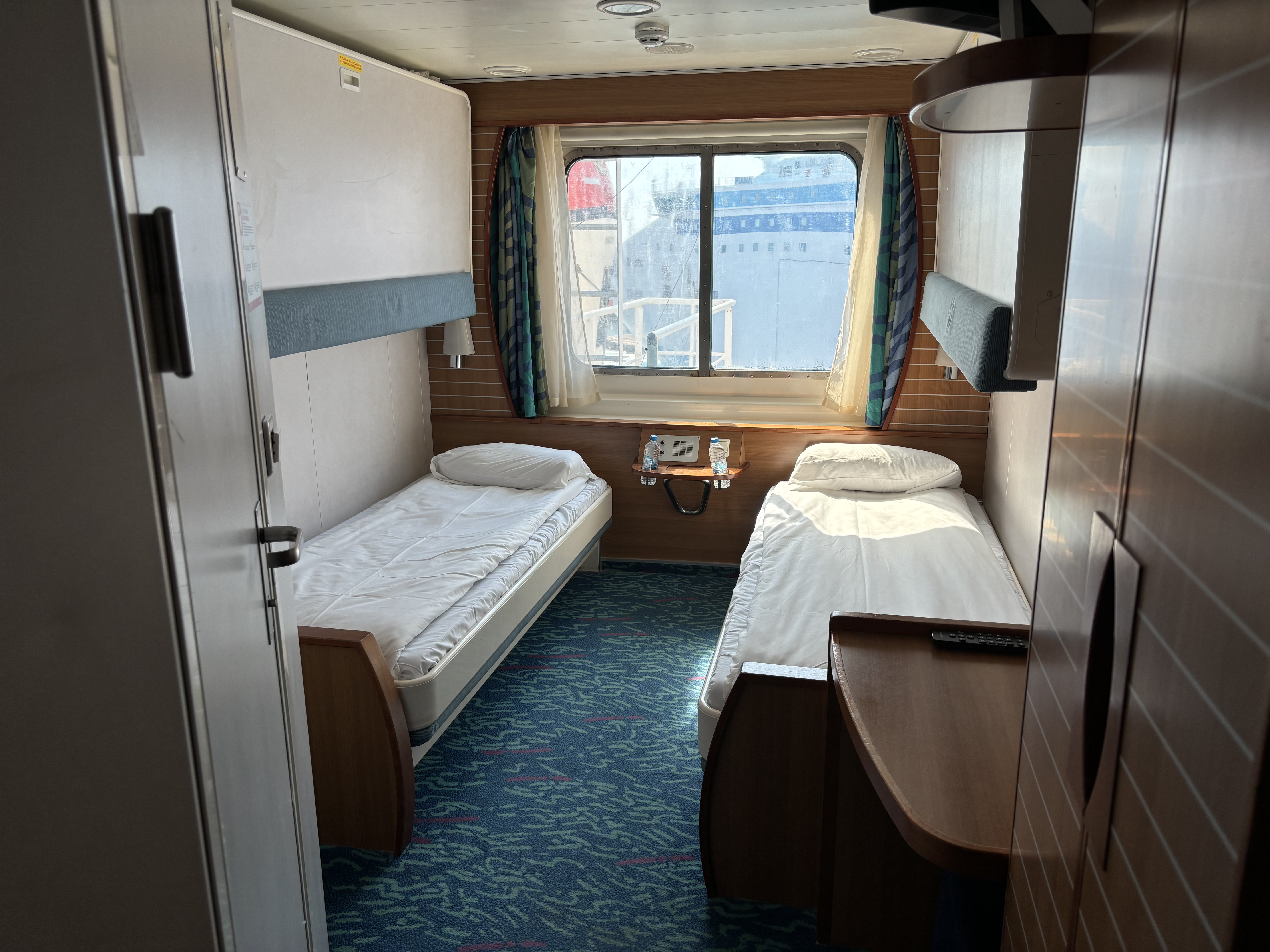
個室

- レストラン
- スナックバー
- カフェバー
- 個室